# Luelmo
Luelmo es un municipio y localidad española de la provincia de Zamora y de la comunidad autónoma de Castilla y León.
Con una superficie de aproximada de 36 km², se sitúa en el centro norte de la comarca de  Sayago, entre Bermillo y Moralina, junto al cruce de las antiguas calzadas de Pino a Ledesma y de Moral a Fermoselle.
El municipio de Luelmo incluye la pedanía de Monumenta. A efectos de sostener un secretario común, los ayuntamientos de Luelmo y Villamor de la Ladre fueron agrupados en 1966.
En 1972 el Ayuntamiento de Luelmo solicitó la incorporación al término municipal de Bermillo de Sayago y, ante el desacuerdo de los vecinos, ratificó posteriormente dicha solicitud pero sin el quorum suficiente, por lo que la incorporación pedida fue finalmente rechazada.

## Toponimia
El origen de su nombre parece remontarse a épocas de la Alta Edad Media. Una de las teorías hace derivar el topónimo Luelmo del nombre del árbol denominado olmo. Esta teoría se apoya en la denominación de muchos pueblos sayagueses (Carbellino del carballo o roble; Luelmo del olmo; Fresno y Fresnadillo del fresno; Salce del sauce; Almeida del álamo; Moral, Moralina y Moraleja del moral, Figueruela de la higuera...), mostrando una posible seña identificativa de muchos de los poblamientos celtas en la ribera norte del Tormes.
Probablemente debe su nombre a los olmos que poblaban la zona desde hace siglos, y que ahora están desapareciendo por la grafiosis. Si bien es cierto que, en el habla sayaguesa actual de la zona, el vocablo olmo no es usado, utilizando habitualmente el término negrillo, en el pasado la forma habitual de los dialectos leoneses —a los cuales pertenece el sayagués— era «uelmo». Y de ahí procede el nombre de esta localidad, con el artículo aglutinado: L'uelmo.
Como indica Riesco Chueca en relación con el nombre de la dehesa de Huelmos, en la Armuña (Salamanca), la forma diptongada es anómala, pues la evolución regular desde el latín ŭlmus es olmo; la diptongación parece presuponer una forma vulgar, tal vez producto de un cruce con otra voz afín *olmus. Las formas con reforzamiento velar del diptongo, Güelmos, son comunes en el habla leonesa y en la documentación. El Huelmo, despoblado en la salmantina Tierra de Vitigudino, consta en 1265 como El Olmo. También es conocida la alquería Huelmos y Casasolilla, en Carrascal del Obispo (Salamanca). Consta asimismo en la toponimia menor: en término de Castellanos de Villiquera, se registra un paraje de El Huelmo de Cedillos, también citado como Huermo o Güermo (Catastro del Marqués de Ensenada); también en Alcuetas (León), existe el topónimo menor El Huelmo.
El gentilicio de esta localidad sayaguesa es luelmino.

## Geografía

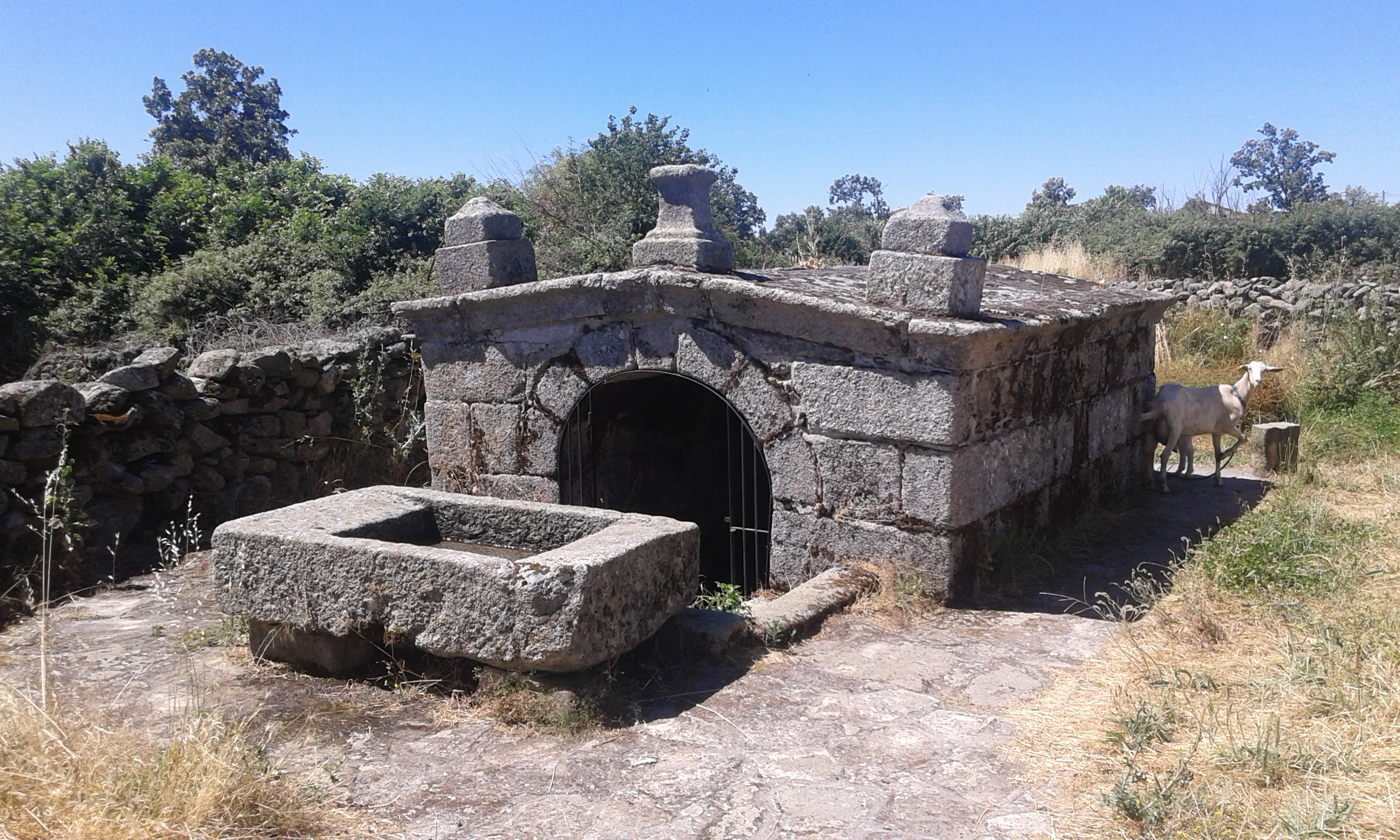
Fuente romana

Luelmo está situado en la zona sur de la provincia de Zamora, a unos 9 km de Bermillo de Sayago y 45 km de la capital zamorana. Perteneciente a la comarca de Sayago, siendo también sayaguesas las localidades con las que linda su término: Moralina al norte, y siguiendo las agujas del reloj, con Moral de Sayago, Abelón, Fresnadillo, Bermillo de Sayago, Villamor de la Ladre, Monumenta (pedanía de Luelmo) y Gamones.

## Historia
Los pagos de El Villar y el Teso Santo fueron antiguamente poblados, sede probable de un santuario precristiano y posteriormente lugar de la desaparecida ermita de San Gregorio. Las imágenes y otros elementos de dicha ermita, tras ser demolida, fueron recogidos y trasladados a la actual de Santa Catalina, dentro de la localidad. Virgilio Sevillano mantiene que es griega la inscripción de la piedra existente en la entrada de esta ermita y que dicha piedra perteneció a un templo construido en la cima del Teso Santo y que, por tanto, debió ser anterior a la ermita de San Gregorio.
En todo caso, en la Edad Media, Luelmo quedó integrado en el Reino de León, época en que habría sido repoblado por sus monarcas en el contexto de las repoblaciones llevadas a cabo en Sayago, datando su primera referencia escrita del siglo XIII.
Posteriormente, en la Edad Moderna, Luelmo estuvo integrado en el partido de Sayago de la provincia de Zamora, tal y como reflejaba en 1773 Tomás López en Mapa de la Provincia de Zamora.
Luelmo fue cabecera de una de las cuatro cuadrillas en que se dividía el antiguo partido de Sayago dentro de la jurisdicción de la ciudad de Zamora. Cada cuadrilla agrupaba varios pueblos del partido y estaba representada por un cuadrillero.
Así, al reestructurarse las provincias y crearse las actuales en 1833, la localidad se mantuvo en la provincia zamorana, dentro de la Región Leonesa, integrándose en 1834 en el partido judicial de Bermillo de Sayago, dependencia que se prolongó hasta 1983, cuando fue suprimido el mismo e integrado en el partido judicial de Zamora.

## Geografía humana

### Demografía
Cuenta con una población de 149 habitantes (INE 2024).
| Gráfica de evolución demográfica de Luelmo entre 1842 y 2021 |
| |
| Población de derecho según los censos de población del INE Población de hecho según los censos de población del INEEntre el censo de 1857 y el anterior, crece el término del municipio porque incorpora a 495079 (Monumenta) |

### Economía
La principal actividad económica de esta localidad es la ganadería.

## Símbolos
El nuevo escudo y bandera de Luelmo, fue aprobado por su ayuntamiento en sesión celebrada el 25 de marzo de 2002. Con fecha 19 de abril del mismo año fue publicado provisionalmente en el Boletín Oficial de la provincia. Con fecha 6 de junio de 2002 sale publicado en el Boletín Oficial de Castilla y León y el día 12 de ese mismo mes se publica definitivamente en el Boletín Oficial de la provincia, encargándose su estudio y creación a Sergio Jesús de San Marcelo Vassallo-Paleólogo, siendo presentados al pueblo el 18 de agosto de 2002 con motivo del inicio de las fiestas.
Realizados los pertinentes estudios sobre Luelmo, su historia, sus gentes y su término, el escudo que identifica a ese municipio es este.

«Escudo cortado y el de arriba a su vez partido. Arriba y a la derecha, en campo de azur, sobre un Teso de su color, una Ermita de plata, aclarada de gules, en el jefe dos estrellas de oro. Arriba y a la izquierda, en campo de gules, una piedra de azur, con cinco renglones de una escritura antigua. Abajo, en campo de oro, dos esculturas de piedra, en color sinople. Al timbre corona real cerrada.»
Boletín Oficial de Castilla y León núm. 108 de 6 de junio de 2002

La ermita es la de San Gregorio, y ya no existe. Estaba en lo alto del teso o cerro Santo. Las dos estrellas que la acompañan en el jefe representan a las otras dos ermitas del pueblo: la del Santo Cristo del Humilladero, que ya no existe, y la de Santa Catalina, que está muy próxima al cementerio, siendo la única existente en la actualidad.
La piedra tiene relación con dicha ermita pues cuando se construyó la ermita de San Gregorio ya estaba allí, siendo incorporada a dicha ermita. Cuando la ermita se derrumbó, se bajó la piedra al pueblo para colocarla en el arco de entrada de la ermita de Santa Catalina. La escritura que había en ella tenía trazas de ser en parte de origen griego y se ha escrito bastante sobre ello, pero al limpiar del arco las múltiples capas de pintura se han venido abajo todas estas conjeturas: la inscripción data de 1732 y se puede leer claramente el nombre del sacerdote que había en el pueblo en aquellas fechas. Las lloronas de piedra son dos esculturas que están situadas en las esquinas del cementerio del pueblo y aparecen en actitud orante y lloriqueando.
La descripción textual de la bandera es la siguiente:

«Bandera rectangular de proporciones 2:4, formada por cuatro franjas oblicuas en proporción 1:4, siendo la primera franja de batiente de color verde, oro, rojo y azul, insertando en su centro el escudo municipal.»
Boletín Oficial de Castilla y León núm. 108 de 6 de junio de 2002

## Cultura
Luelmo rinde homenaje a San Isidro, el 15 de mayo, y celebra la festividad de San Pedro, el 29 de junio, también en honor a Santa Catalina se celebra un ofertorio con procesión de la Santa en la segunda quincena de agosto.